# Erkel Ferenc Általános Iskola (Gödöllő)
Az Erkel Ferenc Általános Iskola Gödöllőn található, 1953-ban Állami Általános Leányiskola néven kezdte meg működését. Emelt szintű ének-zene oktatásáról híres, 1981. május 26-án vette fel Erkel Ferenc zeneszerző nevét.

## Története
1953-ban alakult meg a Gödöllői Erkel Ferenc Általános Iskola, mely Állami Általános Leányiskola néven kezdte meg működését. A megalakulás évében 724 tanulóval, húsz tanulócsoporttal, 5 épületben folyt a tanítás. Jellemző volt a vegyes és nagyszámú osztályok kialakítása.
Az intézményből 1972-ben vált ki a leányiskola kilenc osztállyal, illetve két gyógypedagógiai osztállyal. A tanórák mellett különböző foglalkozásokon vehettek részt a tanulók, többek között: egészségügyi ismeretek, tánc, sakk, vöröskeresztes képzés, báb, matematika-, zenei-, technikai-, biológus-, sport-, fizika-, orosz- és rajz szakkör. A hatvanas évek után is egyre nőtt az iskola zsúfoltsága, ezért a környék lakóházaiból is kialakításra kerültek tantermek, például a Gerő-féle házból, Gesztesi-házból. 1967-ben került kialakításra az első önálló napközis csoport az iskolában.
Gödöllő iskoláiban 1970-től kezdték meg a különböző tagozatos osztályok indítását, így a Leányiskola ének-zene tagozat kezdte meg működését, ezt követte a Városi Vegyeskar léthozása. Az 1975-76-os tanévben az iskolában 23 iskolai és nyolc napközis csoport volt, a 42 fős tantestület pedig kilenc épületben dolgozott, a szakkörök tovább bővültek. 1976-ban indították a dolgozók esti iskoláját, melyre 143 fő iratkozott be. Jelentős változást hozott, hogy az 1979-80-as tanévben beszerelték az iskola épületébe a központi fűtést. 1980 augusztusában átadták az új 12 tantermes épületet, ekkor került sor az iskola névváltoztatására is, a jelentős ének-zenei örökség miatt a választás Erkel Ferencre esett. Az ünnepélyes névfelvétel 1981. május 26-án történt.
2013. január 1-jétől az iskola, hasonlóan az ország többi iskolájához, állami fenntartás alá került, emiatt az iskola neve is megváltozott, felvette a város nevét.

## Emelt szintű ének-zene oktatás
Az iskolában évfolyamonként egy osztályt működik emelt szintű ének-zene oktatás formájában, melynek során hetente négy órában tanulnak zenei alapismereteket, illetve részt vesznek az iskolai kórus munkájában is. A tanév végén iskolai tanévzáró hangversenyen mutathatják meg a diákok hangszeres tudásukat, valamint a kórusok szerepelnek karácsonyi koncerten, a megyei Éneklő Ifjúság versenyein is. Emellett több nemzetközi versenyen és városi kulturális eseményen is szerepeltek, többek között felléptek már Tullnban, Laxenburgban, Brandys nad Laben-Stara Boleslawban, Zywiecben és Olomoucban. A Budapesti Nemzetközi Kórusfesztiválon 3 alkalommal ezüst, 2018-ban arany minősítést értek el. A Kodály Zoltán Magyar Kórusversenyen 2 alkalommal ezüst, 2018-ban arany, 2022-ben arany kategória győztese oklevelet szereztek.[forrás?]

## Logopédiai osztályok
Az iskola saját pedagógiai program alapján végzi ép értelmű sajátos nevelési igényű tanulók (beszédfogyatékos) oktatását az 1-4. évfolyamon. Az általános iskolai tananyag elsajátításához speciális módszereket alkalmaznak kis (13 fős) osztálylétszám mellett. Cél a többségi osztályba való sikeres integrációra felkészítés.
A fejlesztés területei:
- finommotorika, mozgáskoordináció, grafomotoros fejlesztés, tér- és időbeli tájékozódás, lateralitás
- beszéd alaki és tartalmi fejlesztése
- beszédészlelés és beszédértés fejlesztése, auditív differenciálás
- kognitív képességek fejlesztése (észlelés, figyelem, emlékezet, gondolkodás)
- diszlexia prevenció illetve reedukáció
- diszkalkulia korrekció

Módszerek, eljárások:
- Logopédiai terápiák (megkésett beszédfejlesztés, pöszeség, diszfázia dadogás, diszlexia prevenció)
- diszkalkulia terápia
- Sindelar program, Frostig terápia, alapozó terápia, Gósy-féle fejlesztés, szenzomotoros integrációs terápia
- tantárgyi ismeretek pótlása (hiányzás esetén)
- tehetséggondozás

## Könyvtár
Az iskola első könyvtárát 1953-ban hozták létre, külön nevelői és ifjúsági részleggel is rendelkezett, az alábbi táblázatban látható az rendelkezésre álló kötetek megoszlása.
|                  | 1953  | 1954   | 1955   |
| ---------------- | ----- | ------ | ------ |
| Nevelői könyvek  | 19 db | 181 db | 198 db |
| Ifjúsági könyvek | 47 db | 192 db | 223 db |

A hatvanas években a könyvtári kötetek száma lassan nőtt, ám a bővülés üteme a hetvenes években felgyorsult, míg 1970-ben 922 db, 1975-ben már 1436 db, és 1999-ben 3300 db könyv állt a tanulók és nevelők rendelkezésére. 1974-ben kapott önálló helyiséget a könyvtár. A további bővülést jól jelzi, hogy míg 1980-ban 2199 db, 1985-ben már 7642 db könyvünk volt.
Az iskolai zenei tagozat kialakítása után kezdődött meg a könyvtári zenei állomány fejlesztése, bakelitlemez-állomány vásárlással, 188 db lemez állt rendelkezésre 1982-ben. Jelenleg már egy modern audiovizuális (AV) állomány található a könyvtárban, bakelitlemezek, videó- és magnókazetták, CD, és digitális anyagok formájában, emellett rendelkezésre állnak számítógépek internet elérhetőséggel, digitális táblák, e-tanagyagok.
| Iskolai állomány           | 1991-ben |
| -------------------------- | -------- |
| Saját könyv                | 4444 db  |
| Iskolai ellátói állomány   | 4368 db  |
| Lemez, videó, magnókazetta | 623 db   |
| Összesen                   | 9435 db  |

## Foglalkozások, szakkörök
Az iskolában az alábbi speciális tanórai és tanórán kívüli foglalkozásoson vehetnek részt a tanulók:
- Emelt szintű ének-zenei oktatás
- Emelt szintű ének-zenei és nem tagozatos énekkar
- Nyelvek és számítástechnika kiscsoportos oktatása
- 4. évfolyamtól választható idegen nyelv a német és az angol
- Néptánc oktatás 1-3. évfolyamon
- Egészséges és környezettudatos életmódra nevelés, környezetvédelmi programok: szelektív hulladékgyűjtés, tavaszi és őszi papírgyűjtés, Föld Napja projektnap, egészségnap, Zöld Föld vetélkedő, kapcsolat az egyetemi Zöld Klubbal, erdei iskolák, Kísérletek hete, sítábor
- Interaktív számítástechnikai eszközök használata a tanítási órákon és tanórán kívül
- A tanórák után alsó tagozatban napközi, felső tagozatban tanulószoba
- Klubnapközi - csoportközi foglalkozások
- Sokféle lehetőség a szabadidő hasznos eltöltésére: napközis kézműves, kulturális, játék- és sportfoglalkozások
- Sport (atlétika, labdajátékok) és a mindennapi testmozgás megszerettetése, sportfoglalkozások
- Úszásoktatás, gyógytestnevelés, gyógyúszás
- Tehetséggondozás: szakkörök (rajz, informatika, idegen nyelv, környezetvédelem), tantárgyi versenyekre való felkészítés, középiskolai előkészítő foglalkozások (magyar, matematika, német és angol tantárgyakból)
- Felzárkóztató foglalkozások
- Sajátos nevelési igényű tanulók egyéni fejlesztése
- A többi tanulóval együtt nem foglalkoztatható, ép értelmű, beszéd és nyelvi fejlődésben akadályozott sajátos nevelési igényű tanulók oktatása, egészségügyi habilitációs és rehabilitációs ellátása a logopédiai alsó tagozatos osztályokban